# Ојстришка вас
Ојстришка вас (словен. Ojstriška vas) је насељено место у општини Табор, Савињска регија, Словенија.

## Историја
До територијалне реорганизације у Словенији била је у саставу старе општине Жалец.

## Становништво
У попису становништва из 2011. године, Ојстришка вас је имала 274 становника.
| Број становника према пописима | Број становника према пописима | Број становника према пописима |
| ------------------------------ | ------------------------------ | ------------------------------ |
| 1991                           | 2002                           | 2011                           |
| 262                            | 256                            | 274                            |